# Torre de los Valdés (Llanera)

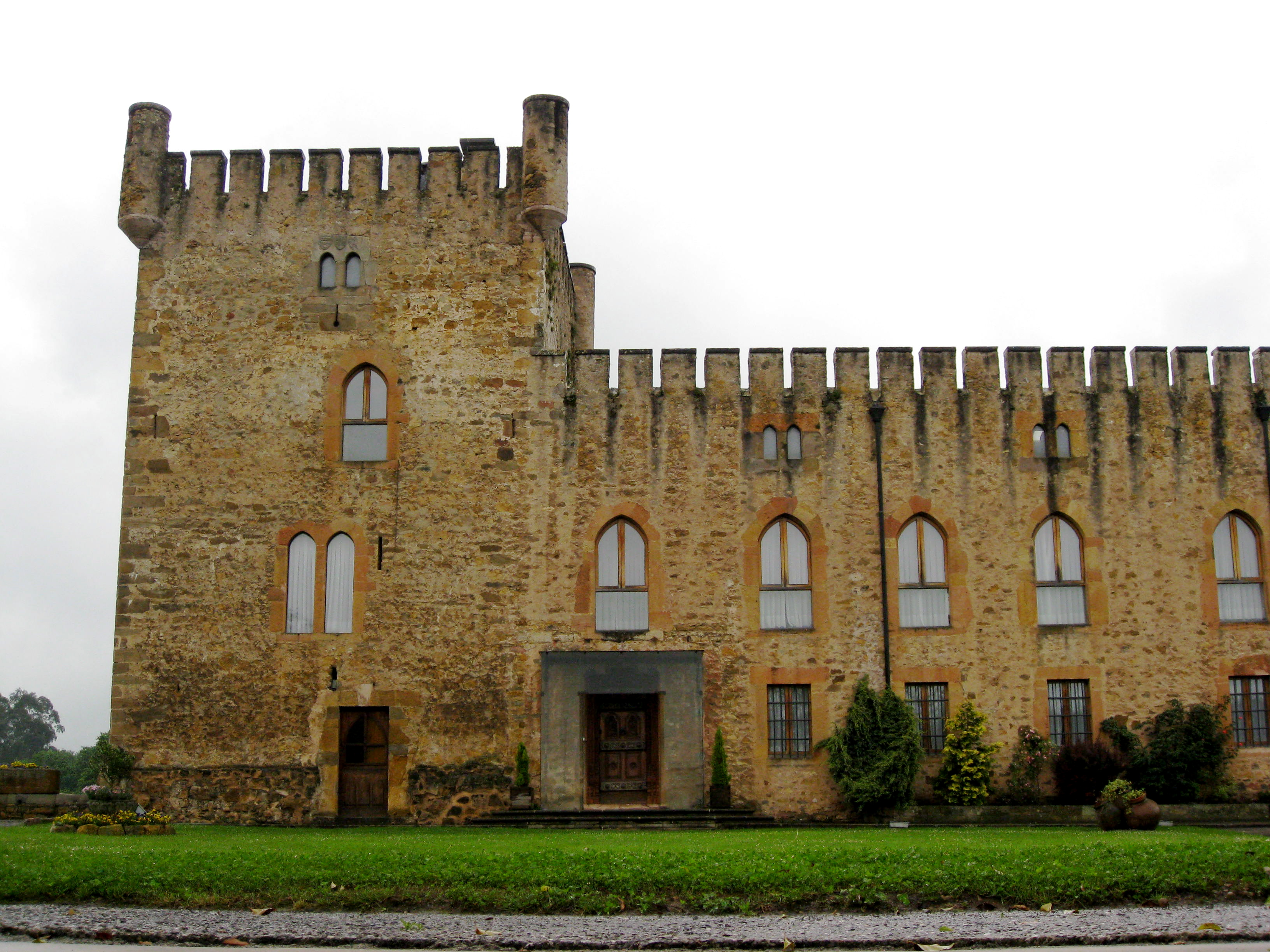
Vista parcial de la fachada

La Torre de los Valdés, conocida también como Castillo de San Cucao  es un Monumento Histórico Artístico situado en la parroquia de San Cucufate de Llanera, en el concejo asturiano de Llanera (España).

## Historia
El origen del edificio se sitúa a finales del siglo XIV cuando Diego Menéndez de Valdés construye la torre original. El linaje de los Valdés está documentado en la zona desde el siglo XII. En 1880 se lleva a cabo una restauración que añade el edificio adosado, dotándole del aspecto de castillo. 
Durante el siglo XX se le realizaron diversas reformas que comportaron un cambio en su fisonomía, la cubierta anterior de tija a cuatro vertientes se sustituyó por un remate almenado y tanto en la torre como en el cuerpo arquitectónico se abrieron grandes vanos goticistas. 
Podrían corresponder a su construcción original las saeteras del piso superior, donde se encuentra el escudo de armas de los Valdés, León, Castilla y Bernaldo de Quirós.
Actualmente alberga un complejo hostelero.
Fue propiedad de la familia Revillagigedo hasta que fue vendido en 1960 por la aristócrata Rosario Armada Ulloa.